# Lucasfilm Games
Lucasfilm Games (conocida como LucasArts entre 1990 y 2021) es una empresa de creación de videojuegos, famosa por sus aventuras gráficas. Inició sus actividades en mayo de 1982 y cerró en abril de 2013. En 2017 Disney reabrió la empresa para desarrollar nuevos juegos para la actual y próxima generación.

## Historia de la empresa
La empresa fue fundada en 1982 como desarrollador de juegos de Lucasfilm Ltd. (en inglés Limited). La empresa productora de películas de George Lucas buscaba que su empresa empezase a trabajar por cuenta propia en el desarrollo de videojuegos, así que para comenzar cooperó con Atari en el desarrollo de videojuegos.
El primer resultado de esta colaboración fueron los juegos de acción Ballblazer y Rescue on Fractalus!. La versión beta de estos juegos fue filtrada por piratas, exactamente una semana después de que Atari recibiera versiones desprotegidas de sus productos, los juegos fueron puestos a la venta meses después de la fecha original de lanzamiento. En 1984 los juegos fueron relanzados para la Atari 5200 bajo la marca Lucasfilm Games. La versión para PC no fue puesta en el mercado hasta 1985, por el publicador Epyx. Los próximos dos juegos de Lucasfilm fueron Koronis Rift y The Eidolon. Sus primeros juegos desarrollados únicamente por Lucasfilm, y un publicador distribuiría los juegos. Atari Publicó sus juegos para los sistemas Atari, Activision y Epyx lo harían para sus respectivos ordenadores. Maniac Mansion fue uno de los primeros juegos que publicó y desarrolló Lucasfilm Games.
En 1990, en una reorganización de las empresas de Lucas, la división de juegos de Lucasfilm, empezó a ser parte de la recientemente creada LucasArts Entertainment Company, comenzaron con la creación de Industrial Light and Magic (ILM) y Skywalker Sound. Después ILM y Skywalker Sound serían consolidados bajo Lucas Digital y LucasArts comenzaría a ser el nombre oficial de la formada división de juegos.
Adquirida por The Walt Disney Company el 30 de octubre de 2012, a través de la adquisición de la matriz Lucasfilm, el 3 de abril de 2013 fue anunciado su cierre, por lo cual muchos títulos que estaban en desarrollo fueron cancelados. Posteriormente, la empresa reabrió en 2017, y desde 2021 Disney revitalizó el nombre de Lucasfilm Games.

## Logotipo

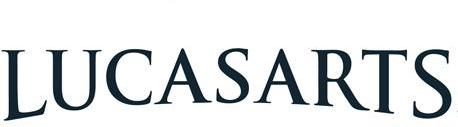
Logotipo de LucasArts usado entre 2005 y 2013.

Lucasfilm Games usó un logotipo con sencillas modificaciones del logotipo de la empresa madre.
El logotipo más longevo de LucasArts fue el cariñosamente conocido como Gold Guy (Chico de oro), introducido en 1991 y consistía en una figura primitiva coloreada de oro de pie en una "L" morada inscrita con el nombre de la empresa. La figura tenía las manos en alto hacia el aire de las que da la impresión de salir un Sol. Algunos dicen que representa un ojo con rayos de luz. El logotipo fue revisado en 2005 perdiendo la "L" del pedestal, la figura se redimensionó a una versión más achatada, con el nombre de LucasArts debajo con una pequeña curva en forma de arco en el nombre. En algunos juegos, la figura de oro, tomaba el posible sol, y lo utilizaba como un Sable de luz, adquiriendo movimiento la figura, o utilizando la fuerza como en Star Wars. El logotipo posiblemente hace referencia al final de la primera película de George, THX 1138, en la que salían secuencias de algunos personajes principales levantando algunas armas.
En el videojuego Grim Fandango se puede observar como el logotipo pasa de ser el original a convertirse en un Gold Guy esquelético, haciendo referencia a los personajes del videojuego.
En 1998, Lucas propuso el final del desarrollador de juegos Remedy Entertainment, citando que el ojo que aparecía en el logotipo de estos era copiado en parte del logotipo de LucasArts y recurrió legalmente contra estos. Remedy aprovechó este tiempo para rediseñar su logotipo, así que por un tiempo el logotipo no se vio en la web de estos, poco después fue cambiado en la web y se pudo ver el nuevo logotipo.

## Aventuras gráficas
El primer juego de aventuras desarrollado por Lucasfilm Games fue Labyrinth (1986), basado en una película de Lucasfilm con ese nombre. Déjà vu, inspirado en el título de 1987 Maniac Mansion el cual utilizaba el motor SCUMM, un lenguaje de la empresa que se ofreció en la mayoría de sus títulos posteriores. Los lanzamientos de aventuras gráficas en los siguientes años fueron Zak McKracken (1988), Indiana Jones and the Last Crusade (1989) y, especialmente, la aclamada por la crítica The Secret of Monkey Island (1990), entre otras. Estos videojuegos contribuyeron en mayor medida a afianzar la reputación de Lucasfilm Games como uno de los grandes desarrolladores en el género de las aventuras gráficas. Se hicieron así con uno de los dos nombres de referencia en el tema, compitiendo con Sierra Online, otro de los desarrolladores de gran calidad en el terreno de las aventuras gráficas.
En la primera mitad de los años 90, llegó el apogeo de la empresa, creándose una gran fama entre los videojuegos de aventuras gráficas, con títulos clásicos como Monkey Island 2: LeChuck's Revenge (1991), en el que se introdujo el sistema de música adaptada a la acción iMUSE, Indiana Jones and the Fate of Atlantis (1992) y la secuela de Maniac Mansion, Maniac Mansion Day of the Tentacle (1993). Este último fue el último título que conservó la interfaz tradicional de "Abrir, Cerrar, Coger, Usar...". El siguiente título, Sam & Max Hit the Road (1993) remodeló la interfaz, conservando el SCUMM, pero acercándolo gráficamente al control de los títulos de Sierra, cliqueando el botón derecho del ratón para cambiar el icono y con este, la acción.
En la posterior mitad de la década, la popularidad de los juegos de aventuras gráficas cayó, y los costes asociados con desarrolladores de juegos se incrementaron, aumentando la gran resolución de los gráficos y la calidad de audio. El mercado de PC buscó títulos que consiguieran por bajos precios exprimir el mejor resultado a las tarjetas gráficas, un cambio que cayó sobre el mercado de las consolas de casa como las capacidades 3D de la PlayStation, Sega Saturn y la Nintendo 64, marcado por los juegos que se lanzaban para las plataformas. El género de aventuras (en dos dimensiones, con una historia orientada, y la interacción y puzles) no fueron lo más popular con las siguientes entregas de juegos.
LucasArts sin embargo propuso de manera moderada los títulos: The Curse of Monkey Island fue la última de las aventuras gráficas de LucasArts que utilizó el sistema SCUMM. Grim Fandango (1998) fue la primera aventura de LucasArts en ser convertida de las dos dimensiones a las tres dimensiones, utilizando el nuevo sistema GrimE que sustituía a SCUMM. El juego tenía un menú que cargaba con toda la conversión de dimensión que llevó el juego, con un control del protagonista poco manejable y con la pérdida de la intuición con la entrada del menú del ratón. Pese al cambio del estilo visual, los doblajes de las voces y sofisticada escritura, Grim Fandango fue el título del juego del año 1998 según el sitio web especializado, GameSpot.
Escape from Monkey Island (2000), el cuarto lanzamiento de la saga Monkey Island, cambió el control con una combinación parecida a Grim Fandango que fue generalmente bien recibida. Este fue el último lanzamiento de aventuras gráficas que lanzaría la empresa. Una secuela de Full Throttle y un nuevo juego de Sam and Max fueron desarrollados aunque finalmente cancelados en 2003 y 2004 respectivamente, antes de que los juegos fueran terminados. La franquicia de Sam & Max sería pasada a otro estudio, que desarrollaría un nuevo formato.
El lanzamiento no oficial de una máquina virtual SCUMM, ScummVM, fue el detonante del resurgimiento de las aventuras gráficas de LucasArts en los días de los presentes juegos. Usando ScummVm, el legado de aventuras gráficas de otras épocas pueden ser emuladas fácilmente en modernos ordenadores y alguna plataforma de consola de videojuegos (PSP, GP2X, Nintendo DS entre otras), móviles o PDA.
Los títulos ordenados cronológicamente dotados de motor SCUMM fueron:
- 1987 - Maniac Mansion
- 1988 - Zak McKracken
- 1989 - Indiana Jones and the Last Crusade
- 1990 - Loom
- 1990 - The Secret of Monkey Island
- 1991 - Monkey Island 2: LeChuck's Revenge
- 1992 - Indiana Jones and the Fate of Atlantis
- 1993 - Maniac Mansion Day of the Tentacle
- 1993 - Sam & Max Hit the Road
- 1995 - Full Throttle
- 1995 - The Dig
- 1997 - The Curse of Monkey Island
- 1998 - Grim Fandango
- 2000 - Escape from Monkey Island
- 2006 - The Dig reedición
- 2006 - Grim Fandango reedición
- 2006 - The Curse of Monkey Island reedición

- Posteriormente relanzadas con mejoras gráficas o sonoras:
  - Loom fue reeditado en versión CD con banda sonora completa.
  - Las dos primeras entregas de Monkey Island fueron también reeditadas, tanto en discos de 3.5" como en CD con nuevos gráficos VGA.
  - Zak McKracken tuvo versiones posteriores con gráficos en EGA y finalmente VGA con CD audio.
  - En mayo de 2006 Activision lanzó una reedición de Full Throttle, Grim Fandango e Indiana Jones and the Fate of Atlantis en los cuales ponía: "completamente en castellano" lo que hacía entender que Full Throttle e Indiana Jones and the Fate of Atlantis estarían doblados al castellano, cosa que no ocurría en la primera edición, al final fue un error de Activision, ya que las versiones eran exactas a las originales.

- Todos los juegos utilizaron el motor gráfico SCUMM hasta el lanzamiento del Grim Fandango (1998), a partir del cual se comenzó a utilizar el nuevo motor GrimE.

## Star Wars
- Juegos lanzados por la empresa basados en el universo Star Wars:

1. Star Wars: The Empire Strikes Back (1991)
2. Star Wars: X-Wing (1993)
3. Star Wars: Rebel Assault (1993)
4. Star Wars: TIE Fighter (1994)
5. Star Wars: Dark Forces (1995)
6. Star Wars: Rebel Assault II (1995)
7. Star Wars: Shadows of the Empire (1996)
8. Star Wars Jedi Knight: Dark Forces II (1997)
9. Star Wars: X-Wing vs. TIE Fighter (1997)
10. Star Wars: Behind the Magic (1998)
11. Star Wars Jedi Knight: Mysteries of the Sith (1998)
12. Star Wars: Rebellion (1998)
13. Star Wars: Rogue Squadron (1998)
14. Star Wars: X-Wing Alliance (1999)
15. Star Wars: Episode I Insider's Guide (1999)
16. Star Wars: Episodio I. Racer (1999)
17. Star Wars Episodio I: La Amenaza Fantasma (videojuego) (1999)
18. Battle for Naboo (2000)
19. Star Wars: Force Commander (2000)
20. Star Wars: Galactic Battlegrounds (2001)
21. Star Wars Rogue Squadron II: Rogue Leader (2001)
22. Star Wars: Starfighter (2001)
23. Star Wars Jedi Starfighter (2002)
24. Star Wars: Galactic Battlegrounds: Clone Campaigns (2002)
25. Star Wars: Racer Revenge (2002)
26. Star Wars Jedi Knight II: Jedi Outcast (2002)
27. Star Wars: Bounty Hunter (2002)
28. Star Wars: The Clone Wars (videojuego de 2002)
29. Star Wars Rogue Squadron III: Rebel Strike (2003)
30. Star Wars Jedi Knight: Jedi Academy (2003)
31. Star Wars: Caballeros de la Antigua República (2003)
32. Star Wars: Caballeros de la Antigua República 2: Los Señores Sith (2004)
33. Star Wars:Battlefront (2004)
34. Star Wars: Battlefront II (2005)
35. Star Wars: Republic Commando (2005)
36. Star Wars: Empire at War (2006)
37. Star Wars: Empire at War: Forces of Corruption (expansión) (2006)
38. Star Wars Battlefront: Renegade Squadron (2007)
39. Lego Star Wars: La Saga Completa (2007)
40. Star Wars: The Force Unleashed (2008)
41. Star Wars: The Clone Wars Lightsaber Duels (2008)
42. Star Wars: The Clone Wars Jedi Alliance (2008)
43. Star Wars Battlefront: Elite Squadron (2009)
44. Star Wars: The Force Unleashed II  (2010)
45. Star Wars The Old Republic (2011)
46. Lego Star Wars III: The Clone Wars (2011)
47. Star Wars 1313 (Cancelado)
48. Angry Birds Star Wars (2012)
49. Angry Birds Star Wars II (2013)
50. Star Wars Jedi: Fallen Order (2019) (a través de Lucasfilm Limited y Electronic Arts)